# Alfons Balmann

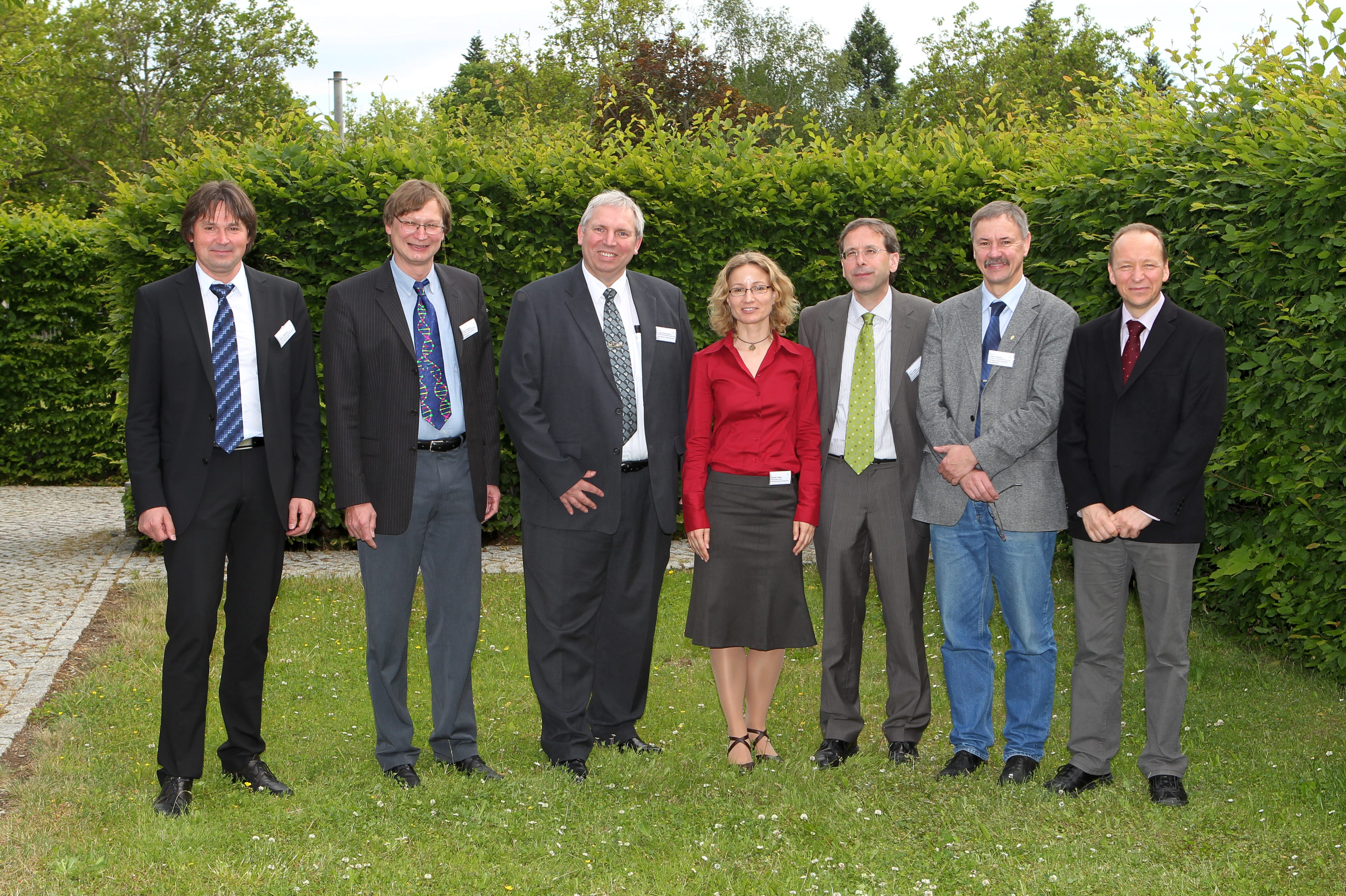
Balmann (links) 2013 mit Mitgliedern des Wissenschaftscampus Halle

Alfons Balmann (geboren 1963 in Holte (heute Lähden) im Emsland) ist ein deutscher Agrarökonom. Er ist Direktor und Abteilungsleiter am Leibniz-Instituts für Agrarentwicklung in Transformationsökonomien (IAMO) und Professor für Betriebs- und Strukturentwicklung im ländlichen Raum im Bereich Wirtschaft und Sozialwissenschaften des Landbaus an der Universität Halle-Wittenberg. Daneben ist er in der Politikberatung tätig.

## Leben
Alfons Balmann wuchs im Emsland auf und studierte nach dem Abitur am Kreisgymnasium St. Ursula Haselünne 1982 zunächst Physik in Hannover und ab 1983 Agrarökonomie an der Universität Göttingen. Er promovierte dort 1994 und wechselte im Anschluss an die Humboldt-Universität zu Berlin und war dort als Wissenschaftlicher Assistent tätig. Im Jahr 2000 wurde er dort habilitiert und nahm anschließend Vertretungsprofessuren an der Hochschule Neubrandenburg und der Martin-Luther-Universität Halle-Wittenberg wahr. In Halle erhielt er 2003 im Rahmen einer gemeinsamen Berufung der Universität und des IAMO den Ruf auf eine Professur. Er ist heute Direktor und Abteilungsleiter am IAMO.
Balmanns Arbeitsschwerpunkte sind Forschungen zum Agrarstrukturwandel, den Wirkungen von Agrarpolitiken, Bodenmärkte sowie der Entstehung von großen Agrarkonzernen, sogenannten Agroholdings.
Balmann ist u. a. Mitglied im Wissenschaftlichen Beirat für Agrarpolitik, Ernährung und gesundheitlichen Verbraucherschutz des Bundesministerium für Ernährung und Landwirtschaft, war von 2017 bis 2019 Vorsitzender der Gesellschaft für Wirtschafts- und Sozialwissenschaften des Landbaus (GEWISOLA), sowie des Ausschusses Entwicklung ländlicher Räume der Deutschen Landwirtschafts-Gesellschaft (DLG). Darüber hinaus ist er Verwaltungsrat der in der Ukraine tätigen IMC S.A. (Sitz Luxemburg).

## Publikationen
- mit Martin Petrick, Alexej Lissitsa: Beiträge des Doktorandenworkshops zur Agrarentwicklung in Mittel- und Osteuropa 2003. IAMO Institut für Agrarentwicklung in Mittel- und Osteuropa, Halle (Saale) 2003.
- Pfadabhängigkeiten in Agrarstrukturentwicklungen: Begriff, Ursachen und Konsequenzen. Dissertation. Duncker & Humblot, Berlin 1995, ISBN 3-428-08384-9.
- Farm-based modelling of regional structural change: A cellular automata approach, European Review of Agricultural Economics, Volume 24, Issue 1, 1997, S. 85–108, doi:10.1093/erae/24.1.85
- mit Friedhelm Taube u. a.: Herausforderungen für eine zukunftsfähige Erzeugung von Lebensmitteln tierischer Herkunft. BioÖkonomieRat, Berlin 2010.
- mit Harald Grethe, Thomas Schmidt u. a.: Wege zu einer gesellschaftlich akzeptierten Nutztierhaltung. BMEL, Berlin 2015.